# Данило Кураксін
Данило Кураксін (ест. Danil Kuraksin, нар. 4 квітня 2003, Таллінн, Естонія) — естонський футболіст, вінгер клубу «Флора» та національної збірної Естонії.

## Ігрова кар'єра

### Клубна
Данило Кураксін народився у Таллінні і є вихованцем столичних клубів «Пума» та «Калев».
У 2018 році футболіст перейшов до іншого клубу з Таллінна - «Флора», де починав грати в юнацьких командах у нижчих дивізіонах. 7 серпня 2020 року Кураксін дебютував у пергій команді у матчах чемпіонату Естонії. У складі «Флори» Кураксін ставав чемпіоном країни та вигравав національний Суперкубок.

### Збірна
З 2018 року Данило Кураксін виступав за юнацькі та молодіжну збірну Естонії
12 січня 2023 року у товариському матчі проти Фінляндії Кураксін дебютував у складі національної збірної Естонії.

## Титули
Флора
 Чемпіон Естонії (3): 2020, 2022, 2023
 Переможець Суперкубка Естонії: 2024